# سكيب جيمس
سكيب جيمس (بالإنجليزية: Skip James)‏ هو مغني وعازف بيانو وكاتب أغاني وعازف قيثارة أمريكي، ولد في 9 يونيو 1902 في يازو سيتي في الولايات المتحدة، وتوفي في 3 أكتوبر 1969 في فيلادلفيا في الولايات المتحدة بسبب سرطان.

## وصلات خارجية
- سكيب جيمس على موقع IMDb (الإنجليزية)
- سكيب جيمس على موقع ميوزك برينز (الإنجليزية)
- سكيب جيمس على موقع إن إن دي بي (الإنجليزية)
- سكيب جيمس على موقع ديسكوغز (الإنجليزية)
- سكيب جيمس على موقع كينوبويسك (الروسية)